# Pallacanestro femminile ai XVII Giochi dei piccoli stati d'Europa
La pallacanestro femminile ai XVI Giochi dei piccoli stati d'Europa si è svolta dal 30 maggio al 3 giugno 2017 a San Marino: al torneo hanno partecipato quattro squadre nazionali europee di stati con meno di un milione di abitanti.

## Squadre partecipanti
- Cipro
- Islanda
- Lussemburgo
- Malta

## Regolamento
Le squadre hanno disputato una fase unica con la formula del girone all'italiana.

## Torneo

### Risultati
| Serravalle 30 maggio 2017, ore 17:30 | Malta | 72 – 41 (23-11, 20-13, 13-9, 16-8) | Cipro |  |

| Serravalle 31 maggio 2017, ore 10:00 | Cipro | 47 – 59 (8–18, 9–6, 14–18, 16–17) | Lussemburgo |  |

| Serravalle 31 maggio 2017, ore 15:00 | Malta | 68 – 49 (19–6, 18–14, 23–12, 8–17) | Islanda |  |

| Serravalle 1 giugno 2017, ore 12:30 | Malta | 52 – 50 (12–7, 4–20, 16–13, 20–10) | Lussemburgo |  |

| Serravalle 1 giugno 2017, ore 17:30 | Cipro | 47 – 63 (5–16, 18–10, 13–11, 11–26) | Islanda |  |

| Serravalle 3 giugno 2017, ore 12:30 | Islanda | 59 – 44 (13–9, 18–10, 13–13, 15–12) | Lussemburgo |  |

### Classifica
| Pos.    | Squadra     | Pt | G | V | P | PF  | PS  | DP  |
| ------- | ----------- | -- | - | - | - | --- | --- | --- |
| Oro     | Malta       | 6  | 3 | 3 | 0 | 192 | 140 | +52 |
| Argento | Islanda     | 5  | 3 | 2 | 1 | 171 | 159 | +12 |
| Bronzo  | Lussemburgo | 4  | 3 | 1 | 2 | 153 | 158 | -5  |
| 4.      | Cipro       | 0  | 3 | 0 | 3 | 135 | 194 | -59 |